# Відьмак. Настільна рольова гра
The Witcher Pen & Paper RPG — сюжетна пригодницька настільна гра, створена R. Talsorian Games. Випущена у 2018 році, за мотивами книжкової серії «Відьмак» Анджея Сапковського та серії відеоігор від компанії CD Projekt RED. Авторами настільної гри стали Коді Пондсміт та Дж. Ґрей.

## Ігрова система

### Ігровий світ
Дії гри відбуваються на Континенті, західному узбережжі невідомого материка після Кон’юнкції Сфер. Ці землі понівечені навалами чудовиськ і війнами з Нільфгарддом. Тут виживають тільки найсильніші, пролазливі й підступні. Можливо, наші герої зможуть допомогти простим людям - розправитися з чудовиськом, зняти прокляття, розігнати розбійників, перемогти ворожих вояків тощо.

### Основа
У настільну рольову гру «Відьмак» можуть грати щонайменше двоє осіб. Хтось бере на себе роль ігромайстра. Ігромайстер відповідальний за опис світу, подій пригоди, будь-яких персонажів, якими не керують інші учасники групи, а також за справедливе трактування правил. Усі інші за столом — гравці, кожен із
яких візьме собі одного з готових персонажів. Потім вибирається місія для проходження з представлених варіантів.

### Створення персонажа
На початку гри кожен учасник вибирає одного з готових персонажів певної раси (як-от, відьмак, людина, краснолюд або ельф) і професії (відьмак, маг, злочинець, солдат, бард, медик...). У табличках на листі вибраного персонажа вказуються характеристики, базові показники вмінь, показники здоров'я та витривалості, броня, зброя, список майна, расові, професійні та магічні здібності.

### Перевірки вмінь
Ігрова система базується на кидках гральних шестигранних кісток (к6) і десятигранних (к10) кістки. Щоб перевірити вміння для виконня певної дії (вразити натовп своєю грою на лютні, або  зламати замок камери імпровізованою відмичкою), треба кинути десятигранник, додати до нього значення параметра / вміння та порівняти з необхідним рівнем складності. Якщо отримане значення вище, гравець успішно проходить перевірку вмінь. Іноді на результат перевірки впливають модифікатори. Якщо після кидка к10 випадає 10, гравець додає 10 до свого результату, кидає кістку ще раз і додає новий результат. Якщо випадає 1, гравець кидає кістку ще раз і віднімає значення, що випало.

### Бій
Бій складається з раундів. Порядок ходу в раунді визначається ініціативою. Гравець кидає к10 за свого персонажа та додає значення «реакції». Ініціативу інших персонажів визначає ігромайстер. Першим ходить персонаж з найвищою ініціативою, далі за спаданням. У свій хід герой може переміститися (відстань залежить від значення «швидкості») і виконати одну дію з таблиці дій - атака, створення заклинання, використання зброї або предмета, переміщення, застосування навички.

### Магія
Персонажі маги в застосовують магію за допомогою заклять. Закляття можна застосувати дією або додатковою дією. Тобто маг може застосувати більш ніж одне закляття за раунд. Перевірки застосувань заклять виконують із використанням такої формули: 1к10 + базовий показник уміння застосування заклять Якщо результат перевищує цільове значення, закляття успішне, застосуйте ефект, указаний в описі закляття. Якщо результат менший за цільове значення або дорівнює йому, закляття не спрацьовує.

## Продукція

### Основа
- The Witcher TRPG: Основна книга правил настільної рольової гри «Відьмак» на 336 сторінок.[1]
- The Witcher: Easy Mode «Швидкий старт» – невеличка брошура, яка допоможе без зайвих приготувань поринути у величезний всесвіт настільної рольової гри Відьмак. Це видання містить всі необхідні деталі для швидкого опанування базових правил поведінки гравців та Ігромайстрів, роз’яснення рольових особливостей системи, а також листи з готовими персонажами та повноцінну пригоду для перших партій.[2]

### Доповнення
- Lords and Lands: «Правителі та землі» - буклет на 16 сторінок. Нова раса - напіврослики, нова професія - знать, а також опис всілякої зброї, алхімічних предметів і спорядження, що можна купити у торговця Родольфа.[3]
- A Witcher's Journal: «Щоденник Відьмака» - книга майстра для гри. 33 нових монстра, 2 незвичайних монстра. Система глибокого розслідування. Історія Ордена відьмаків і гросмейстера Школи Грифона Ерланда з Ларвіка.[4]
- A Book of Tales: «Книга казок» містить шість сценаріїв і три нові ігрові раси.[5]
- A Tome of Chaos: «Том хаосу» - доповнення для гри, яке дає ряд нових заклинань, заклинань, ритуалів і гексів, а також колекцію магічних предметів, темних ритуалів і магічних дрібниць.[6]

## Переклад
Видавництво «Geekach Games» здійснило переклад українською мовою буклету Швидкий старт.

## Зовнішні посилання
- Офіційний сайт
- Настільна рольова гра - The Witcher TRPG на сайті Geekach Games